# Bactrocera aenigmatica
Bactrocera aenigmatica
 es una especie de díptero que Malloch describió por primera vez en 1931. Bactrocera aenigmatica pertenece al género Bactrocera de la familia Tephritidae.